# Willem Tiberius Hattinga
Willem Tiberius Hattinga (Leek, 17 januari 1700 - Hulst, 12 november 1764) was een Nederlandse geneesheer, tekenaar en cartograaf.

## Leven en werk
Hattinga studeerde medicijnen, wis- en natuurkunde in Leiden en was gehuwd met Anna Maria Coutry. Na zich in 1724 in Lillo, een fortdorpje bij Antwerpen te hebben gevestigd kreeg hij belangstelling voor het in kaart brengen van zijn woonomgeving. Hij begon met het verzamelen, kopiëren en verbeteren van kaarten van de regio's van Zeeuws-Vlaanderen. In de zomer werd er ook veldwerk verricht, onder andere door middel van driehoeksmetingen. Dit resulteerde na twintig jaar in een "accurate Kaarte van Staats-Vlaanderen" (1744). De Raad van State van de Vereenigde Nederlanden en de Staten van Zeeland hadden waardering voor zijn werk en vroegen om meerdere kopieën. Zo kwam hij ook onder de aandacht van stadhouder Willem IV. In 1741 vestigde Hattinga zich in Tholen, in 1747 in Goes en vanaf 1748 in Hulst, waar hij het tot burgemeester wist te brengen. Hij kreeg in dat jaar ook de opdracht om de kaartenverzameling van de Raad van State, de Staten-Generaal en de Prins van Oranje te ordenen en te inventariseren.

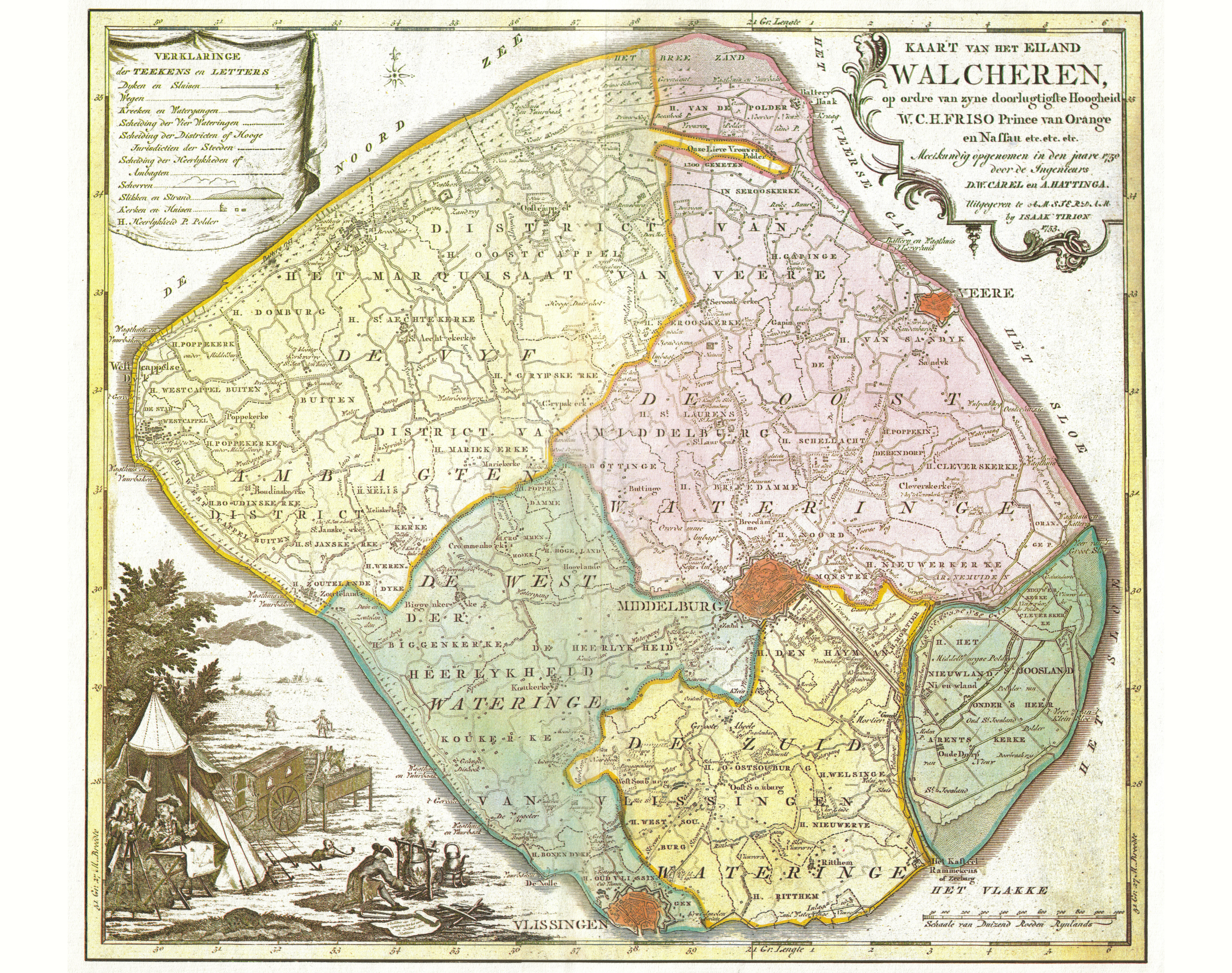
Walcheren 1753

Inmiddels waren ook zijn zoons David Willem Coutry Hattinga -ook wel D.W. Carel- (1730-1790) en Anthony Hattinga (1731-1788) gaan meewerken aan de cartografische activiteiten. In 1750 ontstond er een negendelige kaart van Walcheren op een schaal van 1: 12.000 hetgeen de grondslag werd voor een algemene kaart van Walcheren. Op deze kaart staan ook de belangrijkste buitenplaatsen met vermelding van hun eigenaars aangegeven. Hij werd ook gebruikt door Tirion voor zijn Atlas van Zeeland, waarin hij meerdere kaarten van de Hattinga's opnam. Later werden ook de andere Zeeuwse eilanden nauwkeurig in kaart gebracht.
Er worden ook grote wandkaarten -86 × 112 cm- van Zeeland (schaal 1 : 54.000) vermeld die samengesteld waren uit vijf tot zeven gedrukte eilandkaarten door Tirion, al dan niet aangevuld met manuscript waarvoor Hattinga in 1756 een octrooi van de Staten van Holland ontving. Deze kaarten die in beperkte oplaag (50 exemplaren à 8 dukaten) werden uitgegeven zijn uiterst zeldzaam.
Rond 1787 werd door de firma I. Covens en Zn. de manuscriptkaart van Zeeland gekopieerd en (zonder bronvermelding) in druk uitgegeven.
De Hattinga's deden in het midden van de achttiende eeuw eigen cartografische opmetingen, voornamelijk van Zeeland, Noord-Brabant en de "Frontieren": Gelderland, Groningen en Overijssel. Hun kaarten vormden een nieuw betrouwbaar uitgangspunt voor de interpretatie van het Nederlandse landschap. In zekere zin kunnen de Hattinga-kaarten door hun detaillering beschouwd worden als voorlopers van de moderne topografische kaarten van Nederland.
In de Spectator van 1860, Nr. 38, leest men het volgende: Zij leveren een merkwaardig bewijs op van de ongelooflijke werkzaamheid der beide broeders; de Kaarten onderscheiden zich door eene allerfraaiste uitvoering, en, in een woord, het is eene Verzameling, waarvan een tweede voorbeeld welligt niet zal zijn aan te wijzen.’ - Tot een merkmaardig bewijs daarvan dient de Kaart van de Jurisdictie en de Heerlijkheid van Poortvliet, geteekend door D.W.C. Hattinga, toen nog geen 14 jaren oud. De Prins van Oranje vereerde dan ook den jeugdigen teekenaar met een zilveren koelvat, waarop de Wapens van Zijne Hoogheid waren gegraveerd. Uit de opschriften der meeste Kaarten blijkt, dat zij zijn vervaardigd op last van Prins Willem IV., van Princes Anna en van Prins Willem V., en het schijnt, dat vele dier Kaarten uitsluitend zijn gemaakt, om den Prins van Oranje te worden aangeboden. De groote Verzameling Kaarten van een belangrijk gedeelte van Zeeland en Noordbrabant, met de versterkingen enz., bij uitnemendheid deskundig en voortreflijk geteekend, door de beide broeders, zijn meer dan eene eeuw bij hunne familie bewaard gebleven, tot op het overlijden van den Heer W.C. Hattinga Raven, Lid van den Gemeenteraad, te 's Gravenhage, en den 15. October, 1860, door de Boekhandelaars Van Doorn en Zoon, aldaar, geveild, en grootendeels door het Rijks-archief en het Departement van Oorlog aangekocht.
Er zijn van de Hattinga's zo'n 1000 handgetekende kaarten bekend, verdeeld over verschillende atlassen:
- Atlas van Staats-Vlaanderen
- Atlas van Zeeland
- Atlas van Staats-Brabant
- Atlas der Frontieren van Gelderland, Overijssel en Groningen

Slechts enkele kaarten zijn destijds in druk verschenen, redelijk bekend zijn de kaarten van de Zeeuwse eilanden in de Atlas van Zeeland uit 1760 door Tirion.
Deze werden ook gebruikt in Zeeland in oude Kaarten.
Ook verschenen er in 1977 tien mappen met in totaal 80 reproducties van de manuscriptkaarten.

## Kaartgalerij

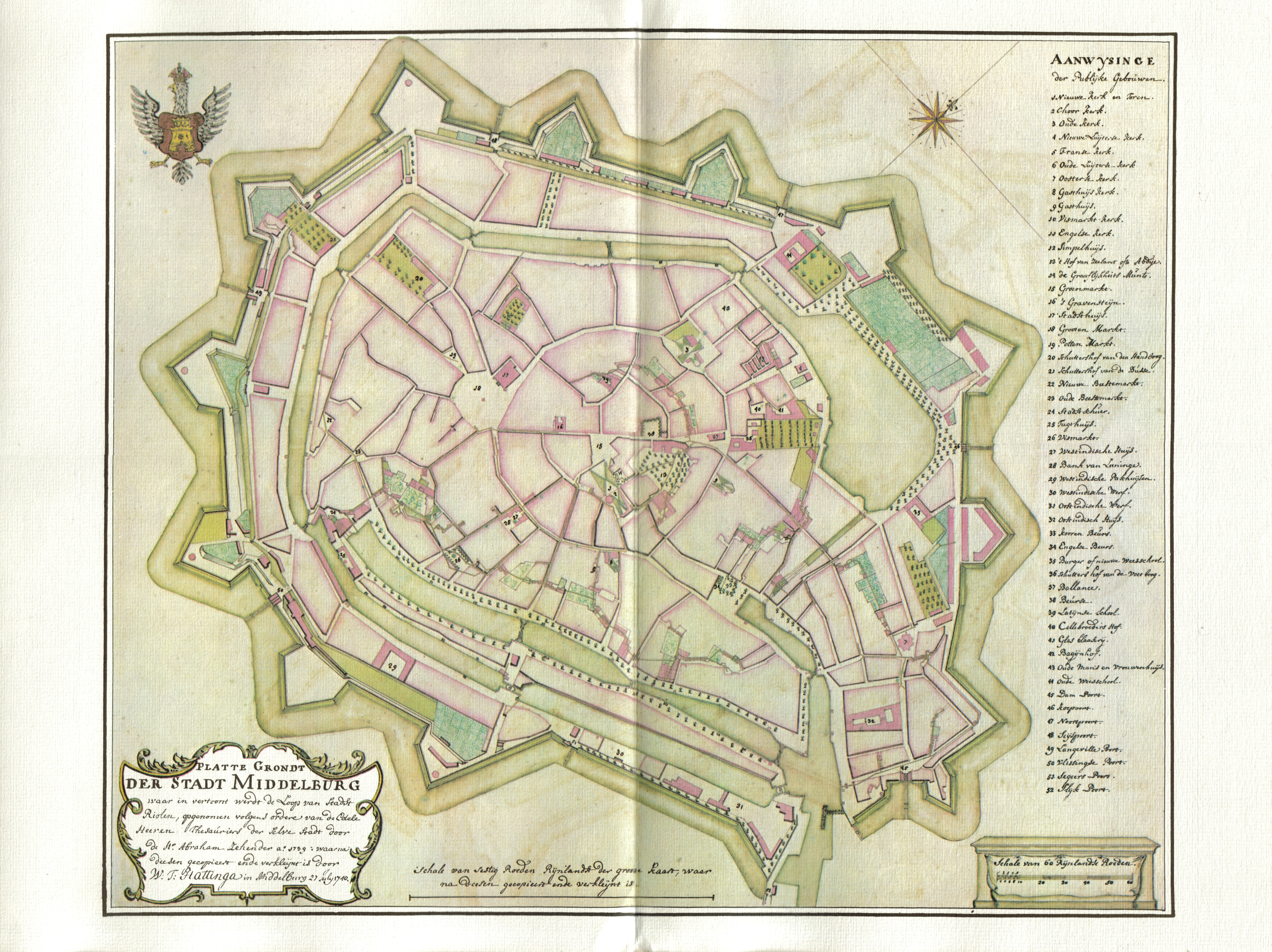
Middelburg 1740
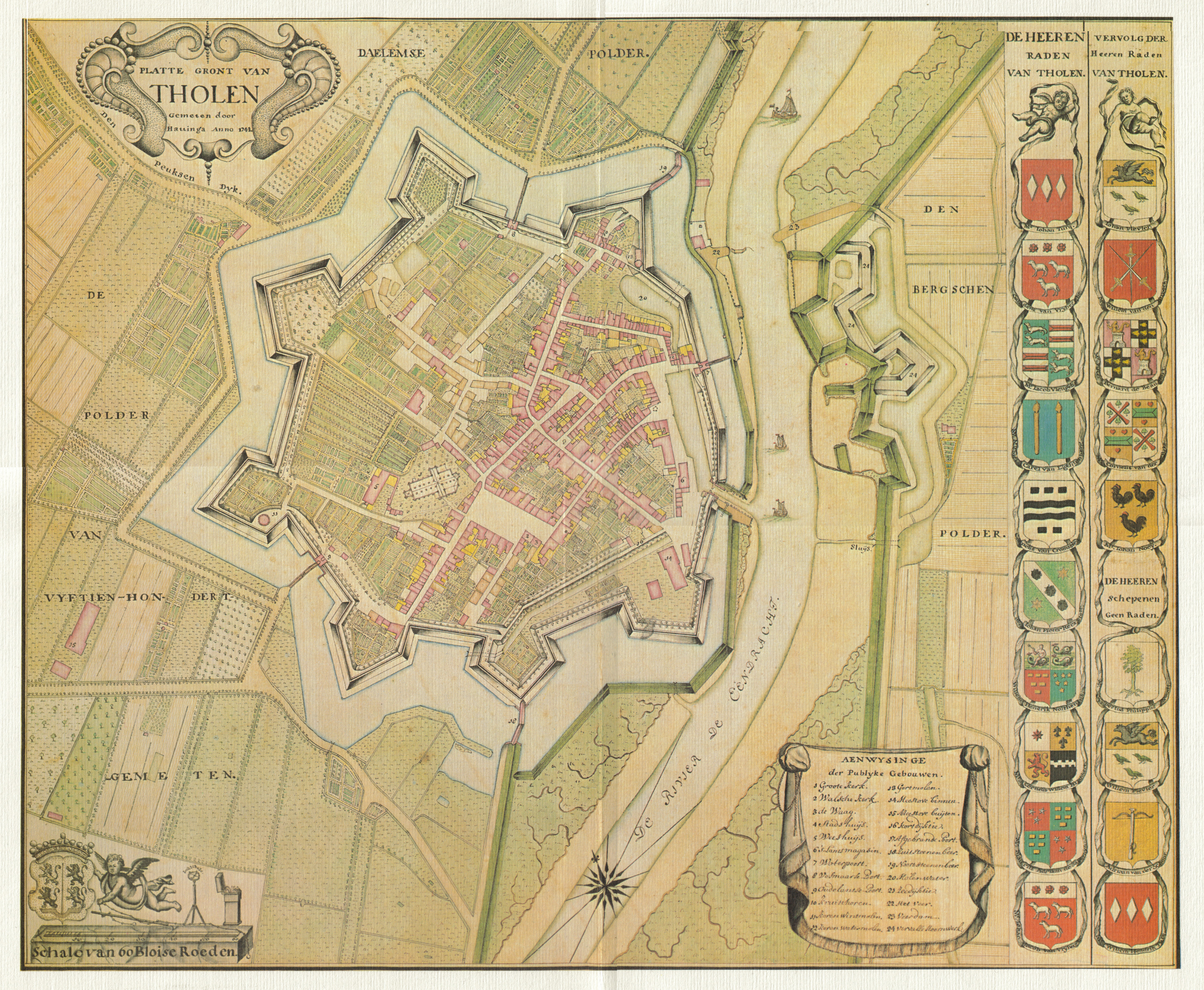
Tholen 1744
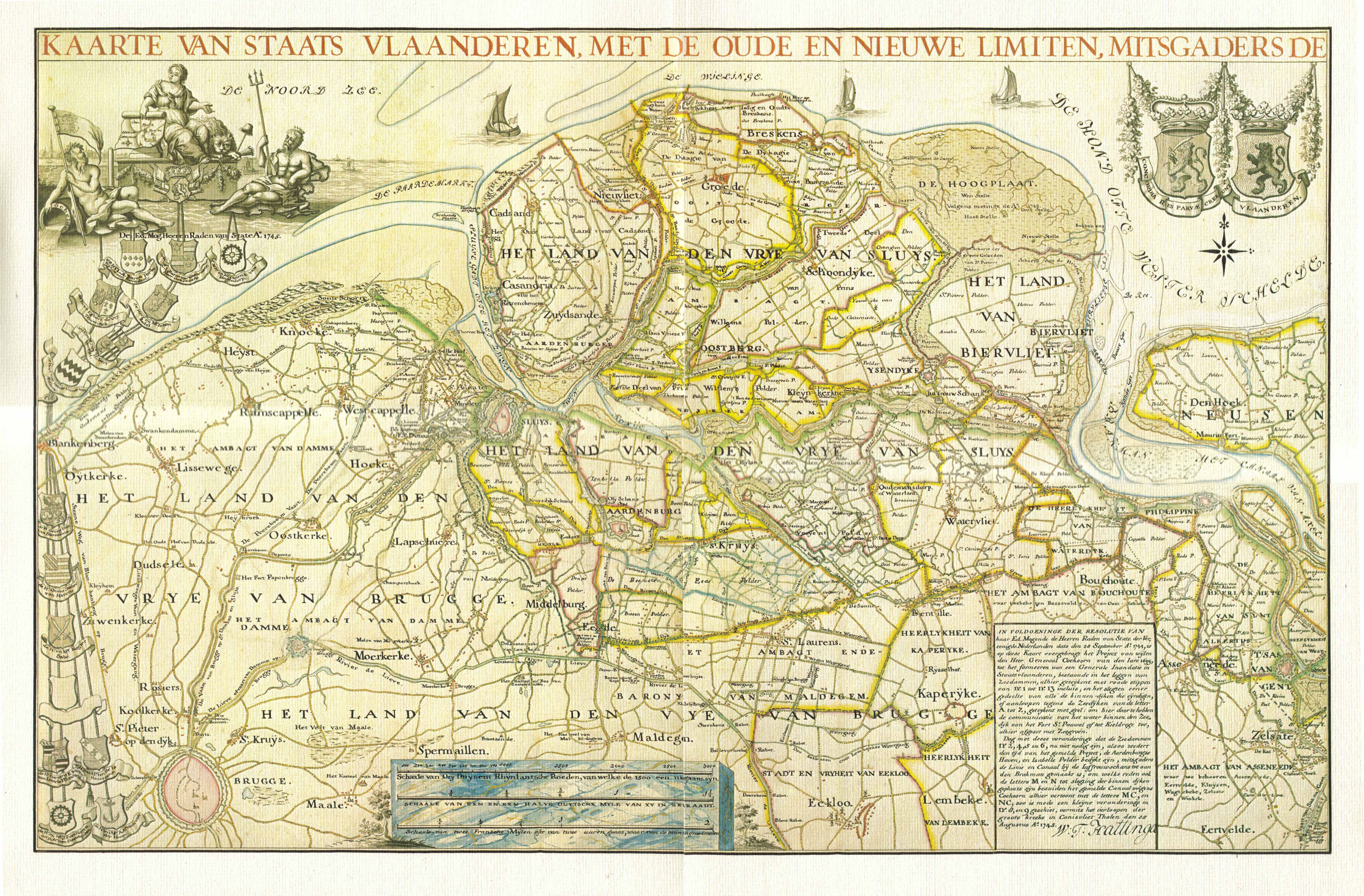
Staats-Vlaanderen West 1745
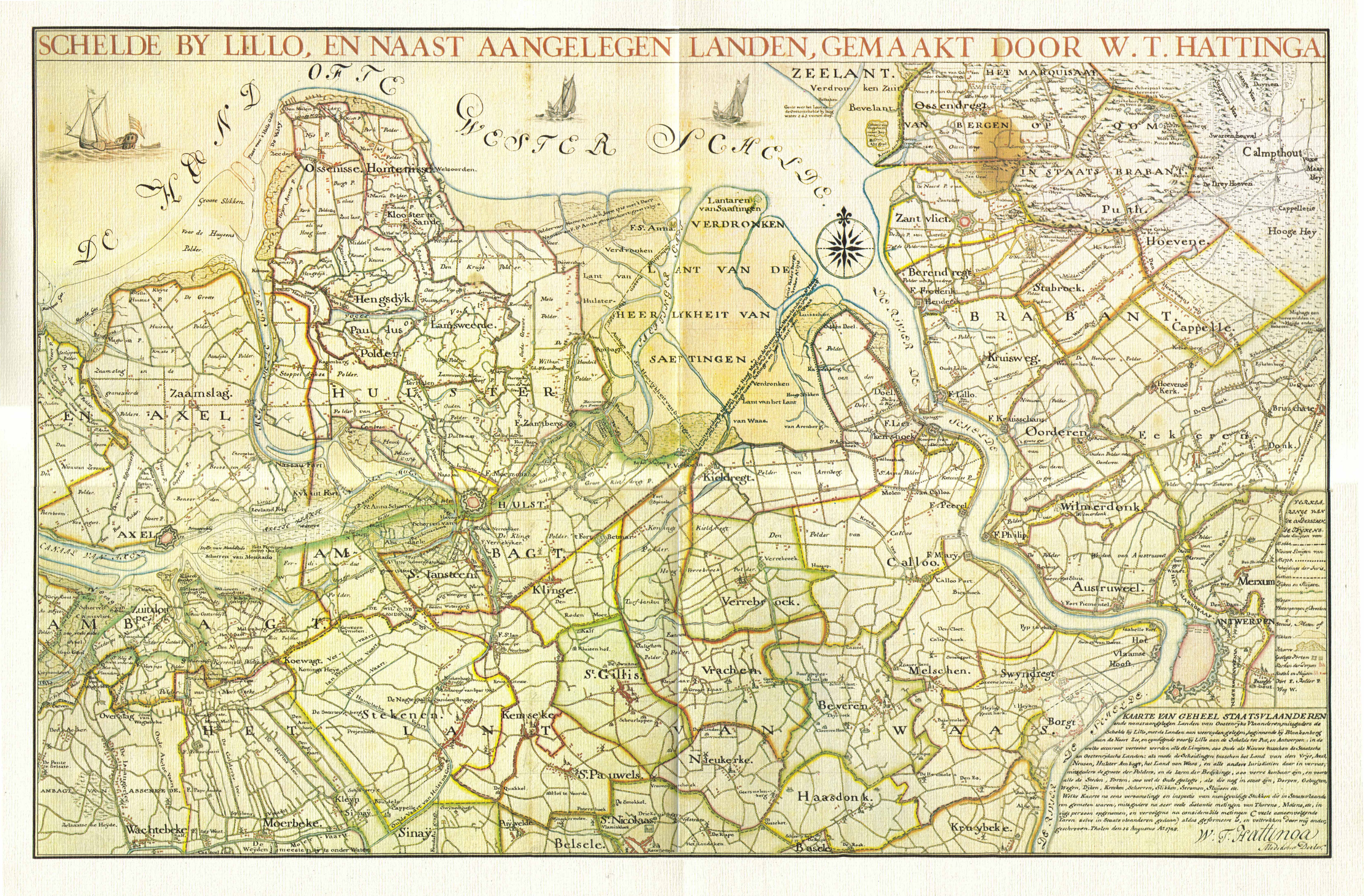
Staats-Vlaanderen Oost 1745
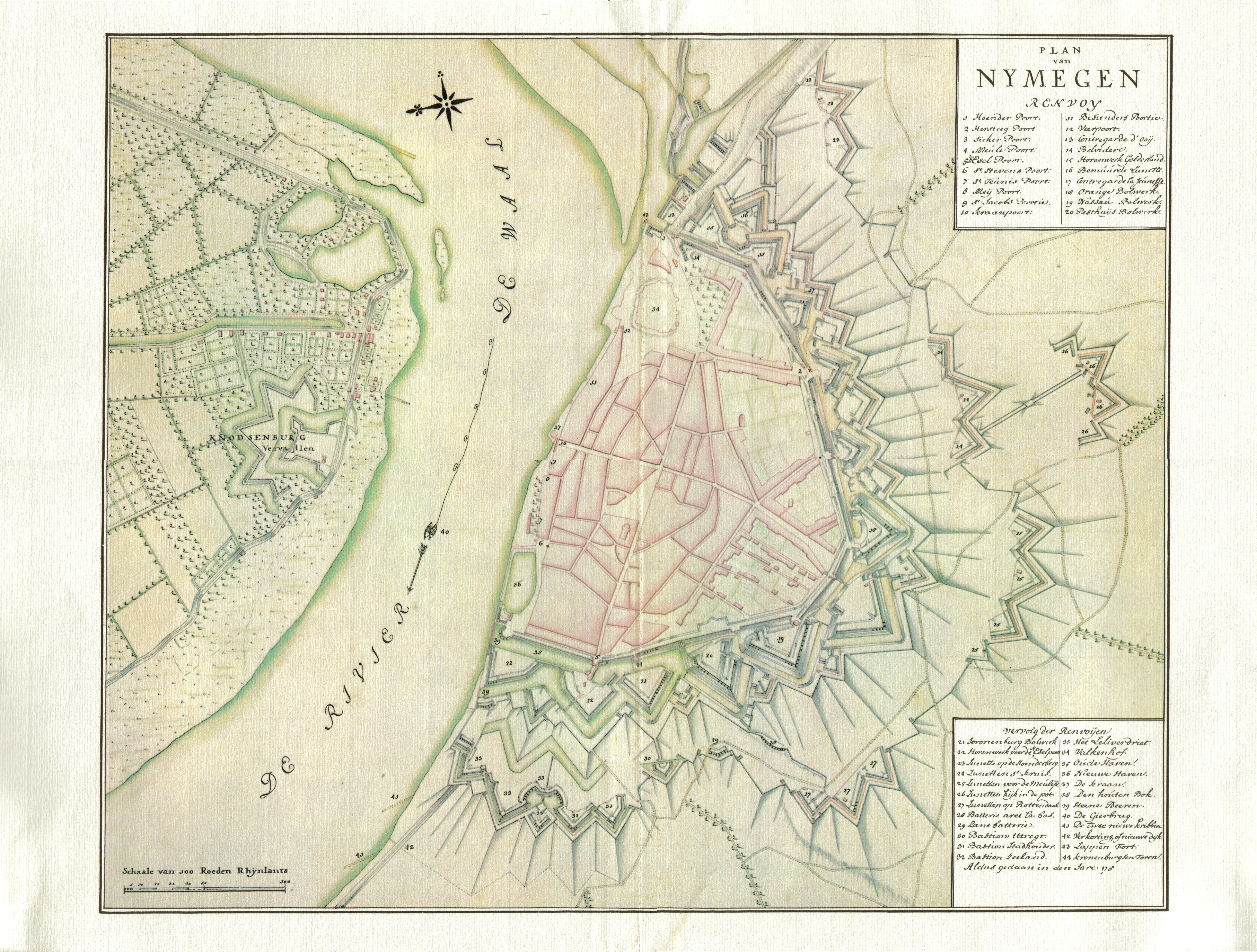
Nijmegen 1748
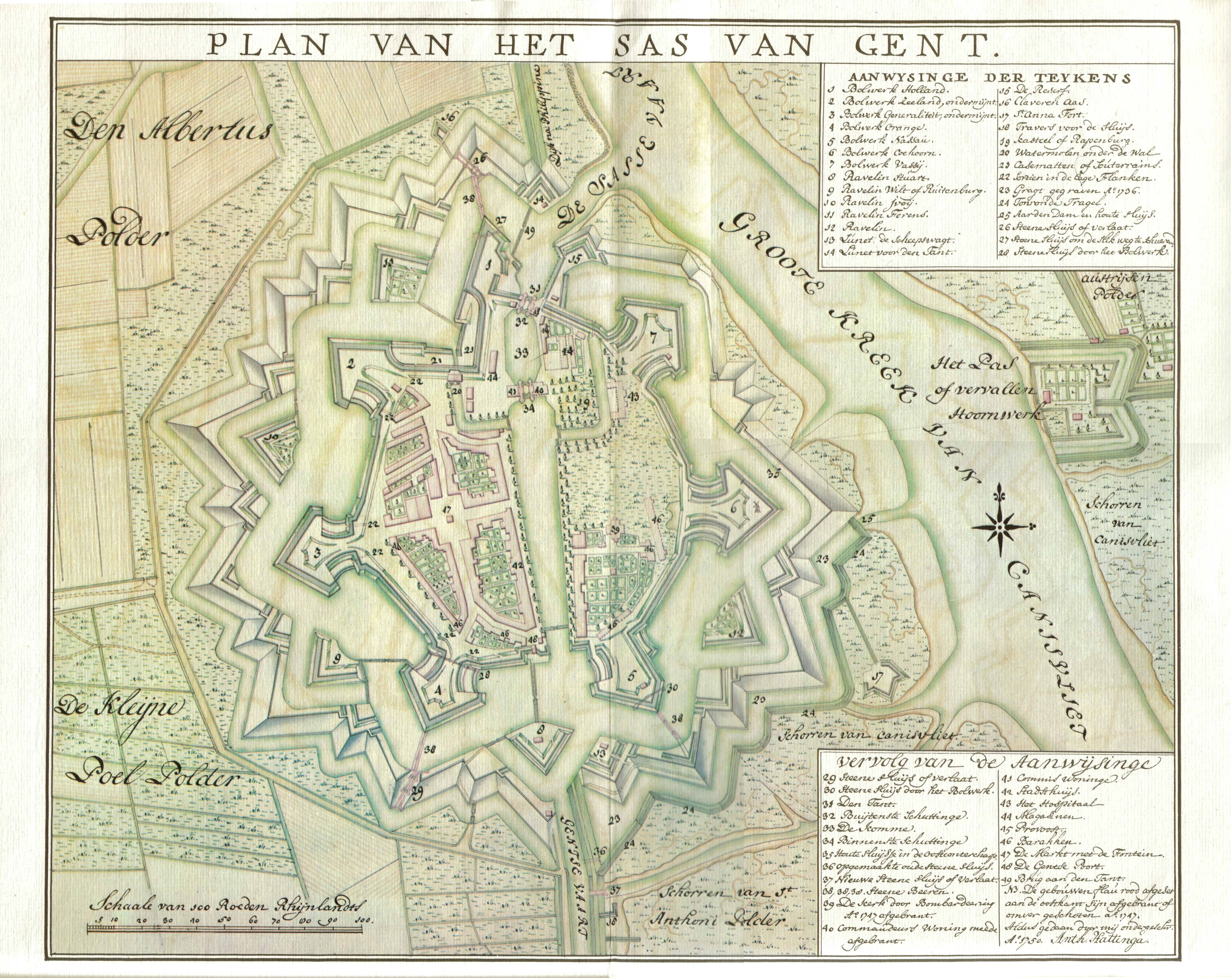
Sas van Gent 1750
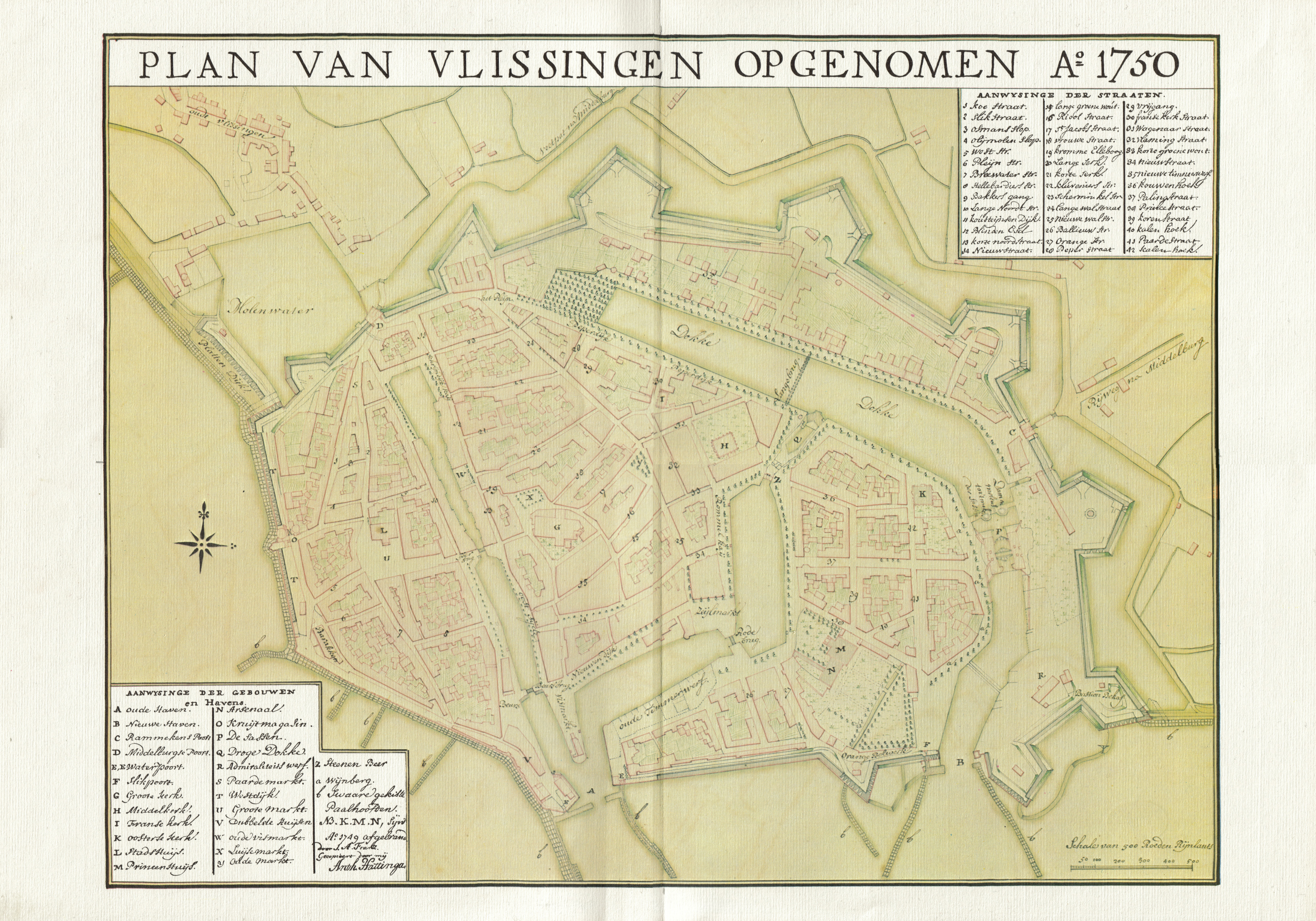
Vlissingen 1750
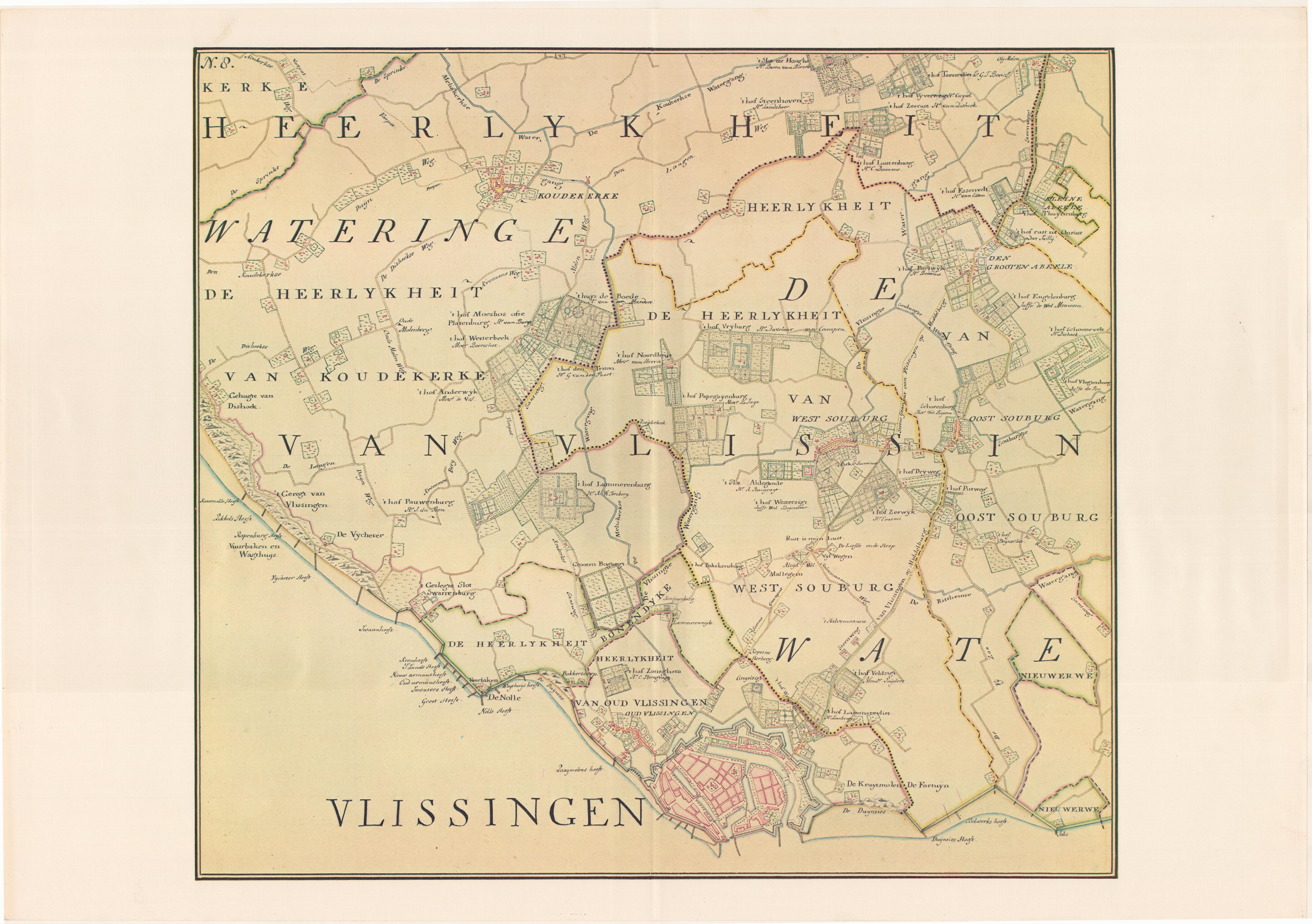
Walcheren 1750 omgeving Vlissingen
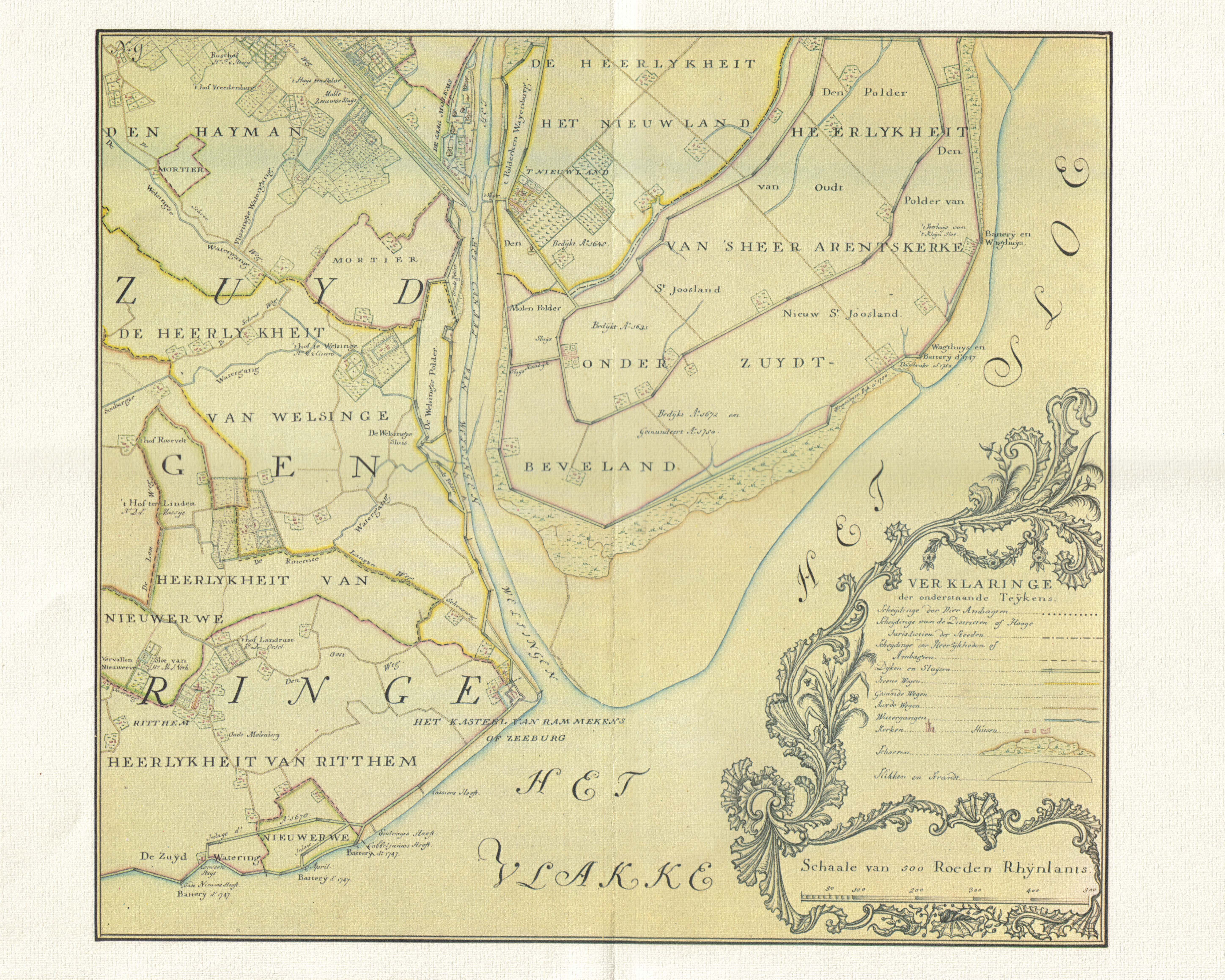
Walcheren 1750 omgeving Vlissingen oost
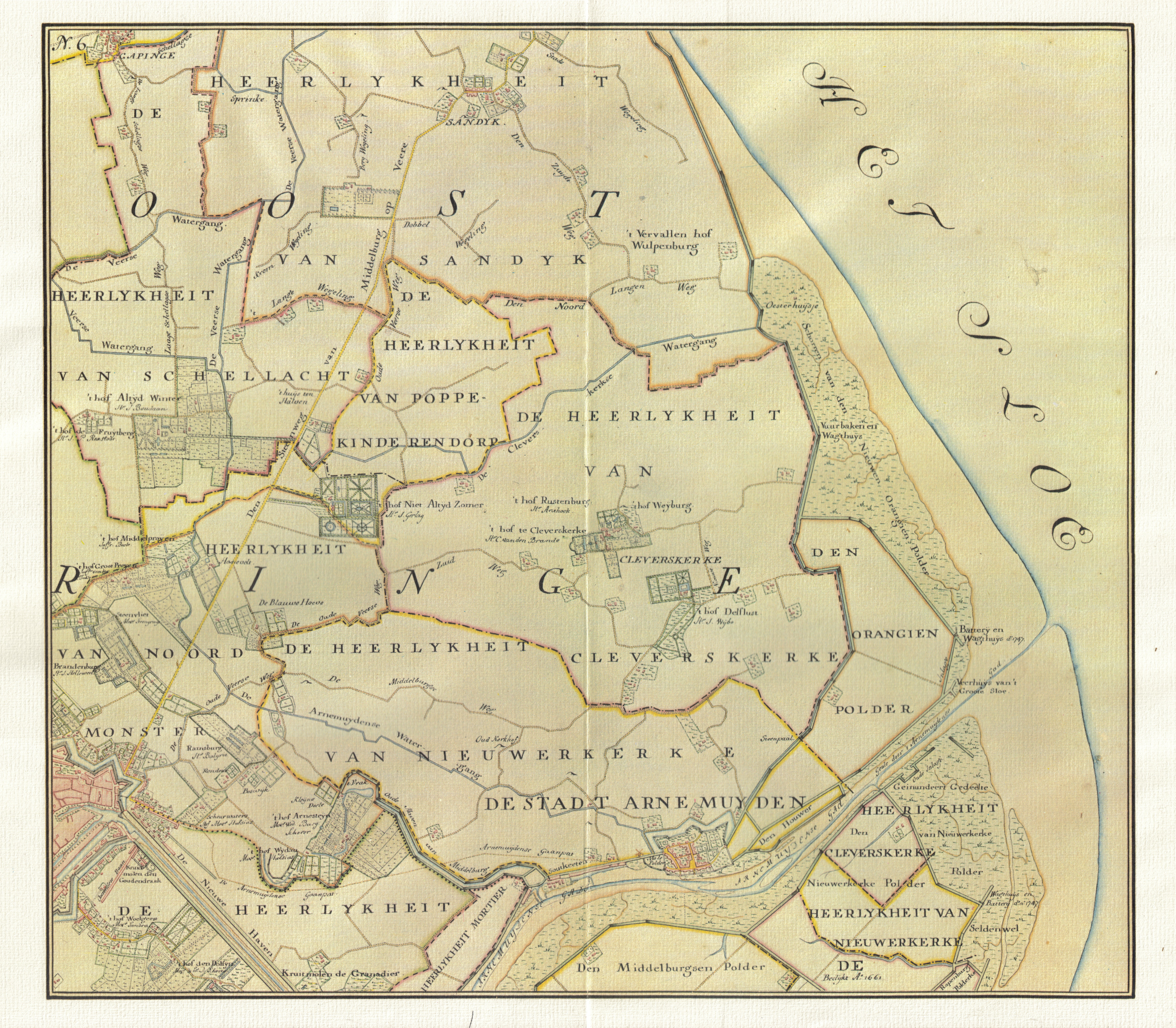
Walcheren 1750 omgeving Arnemuiden
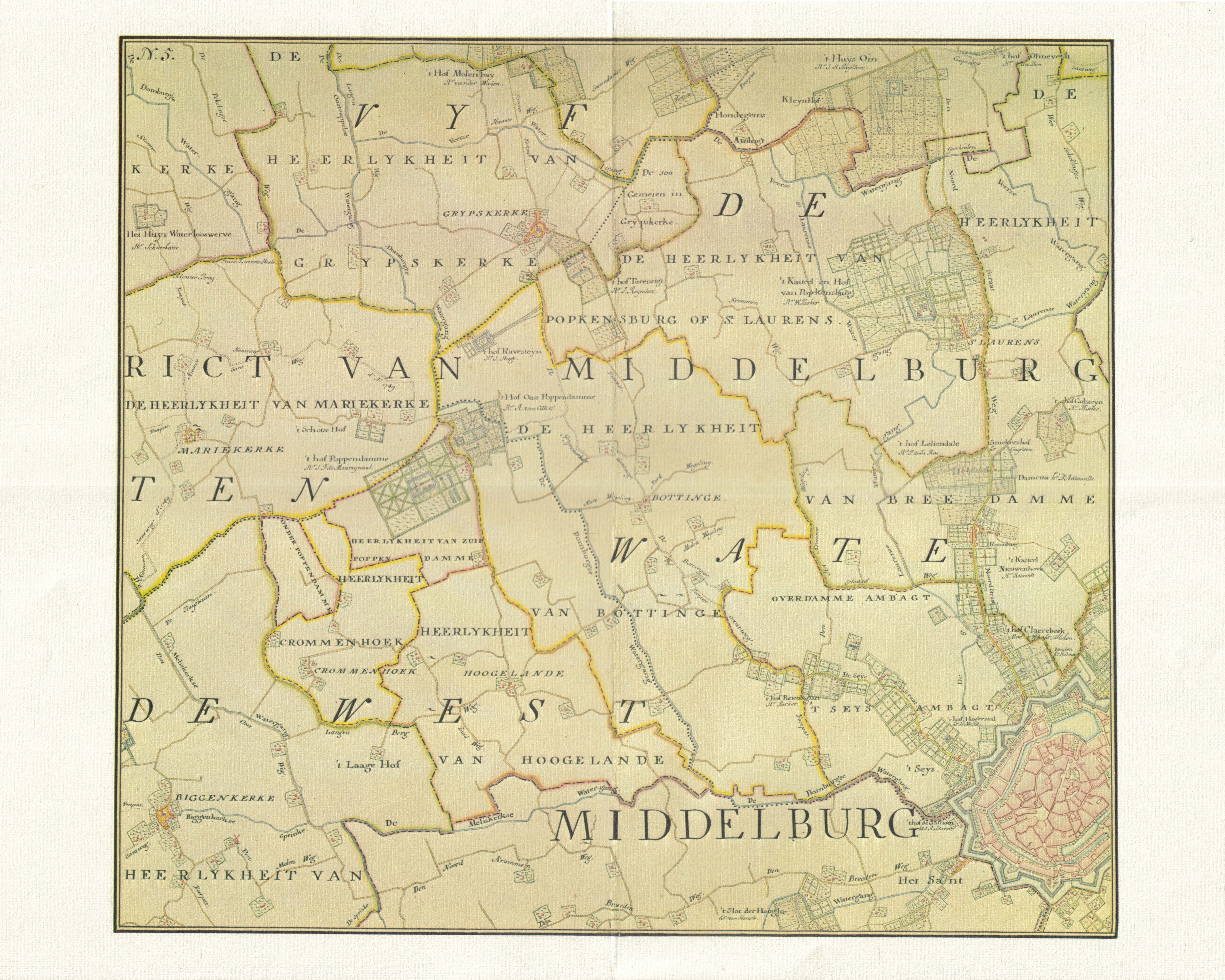
Walcheren 1750 omgeving Middelburg west
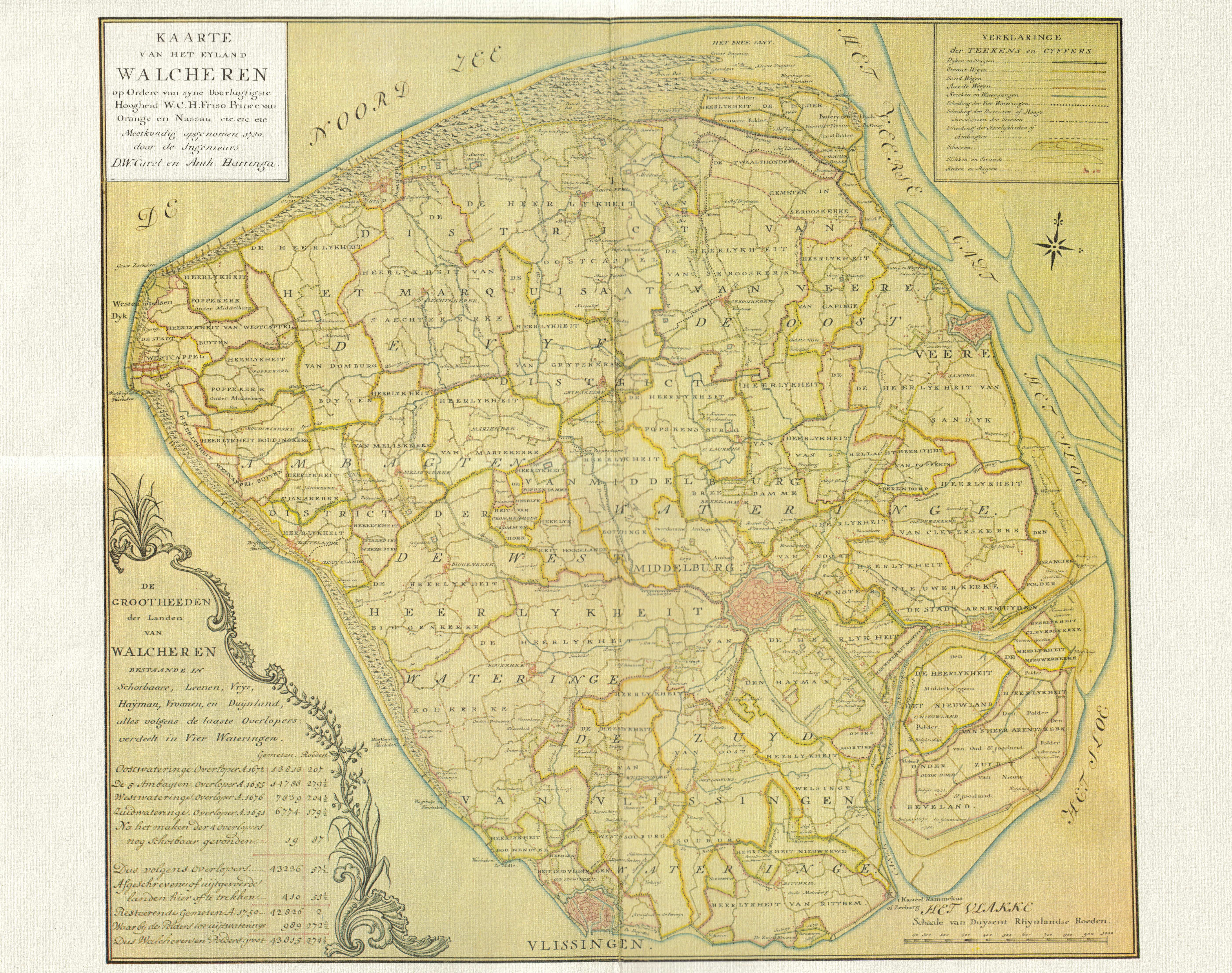
Walcheren 1750
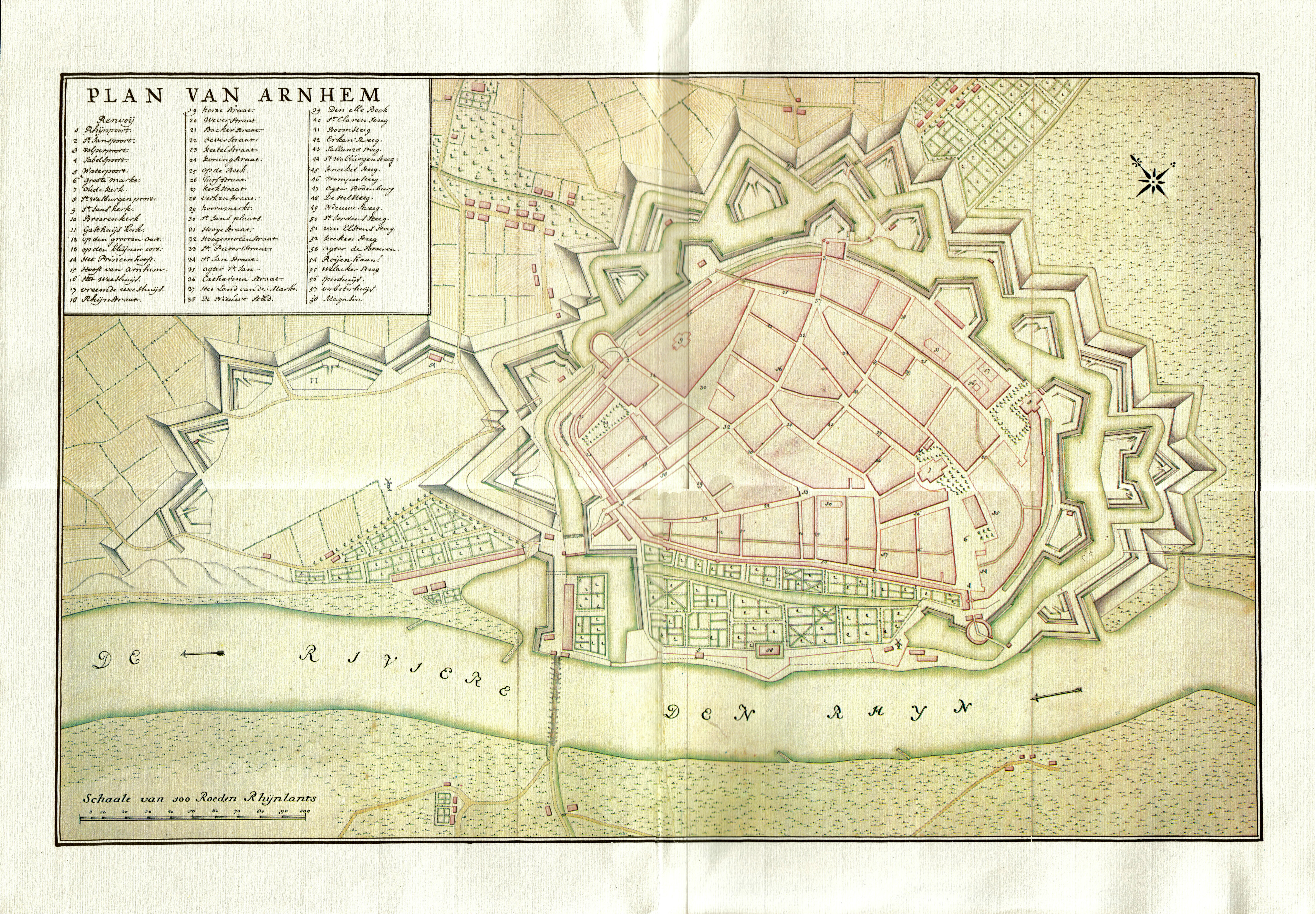
Arnhem 1751
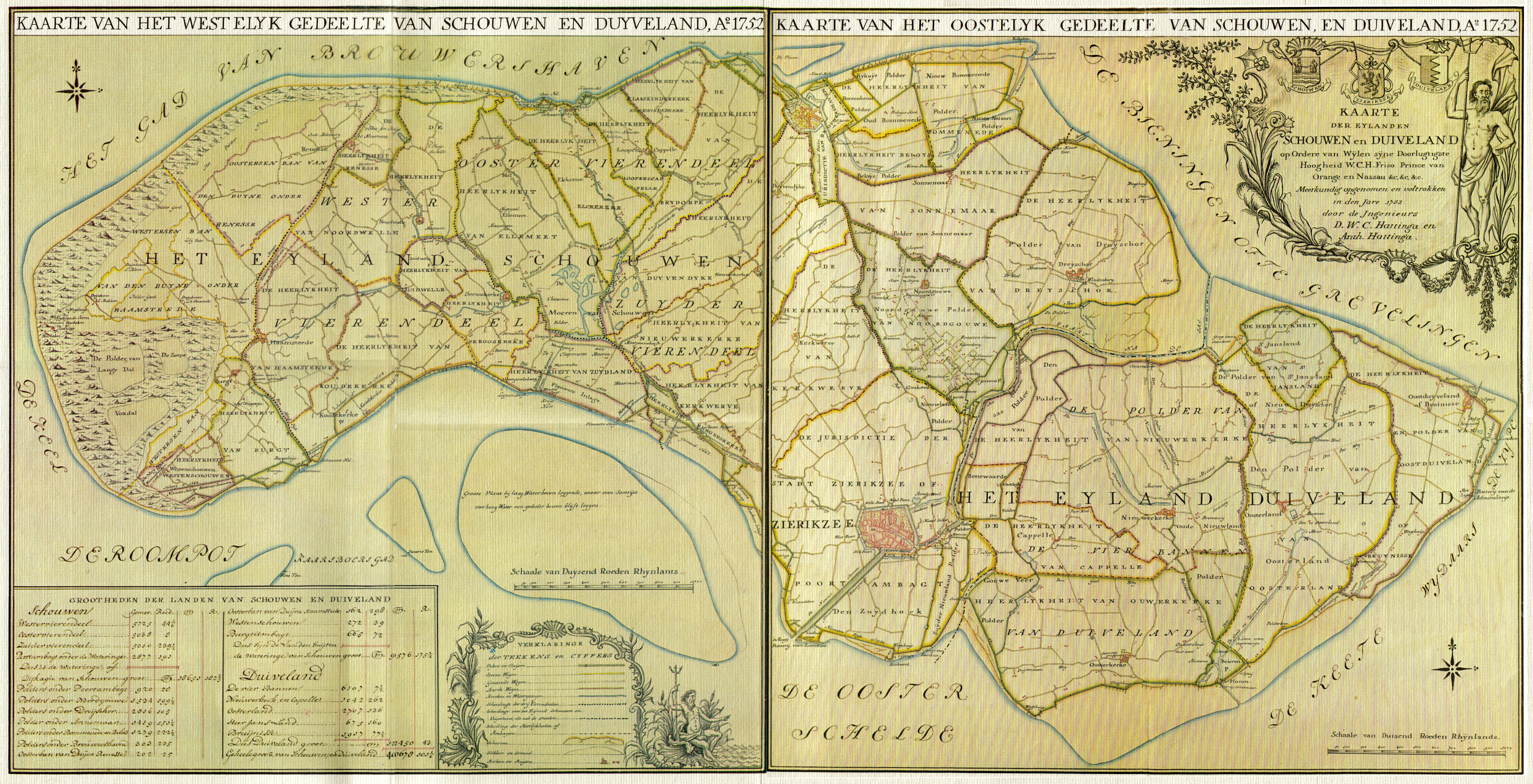
Schouwen-Duiveland 1752
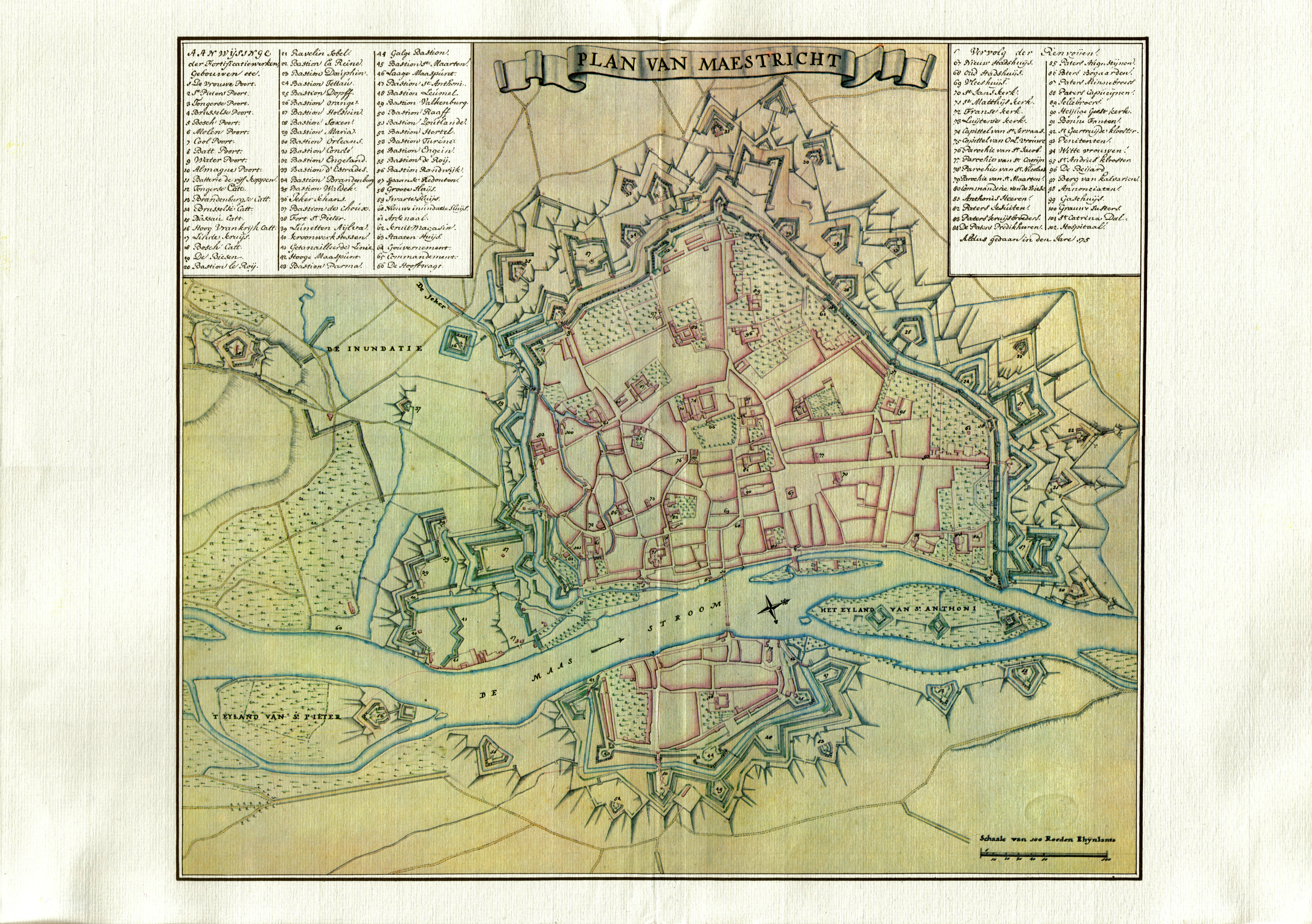
Maastricht 1753
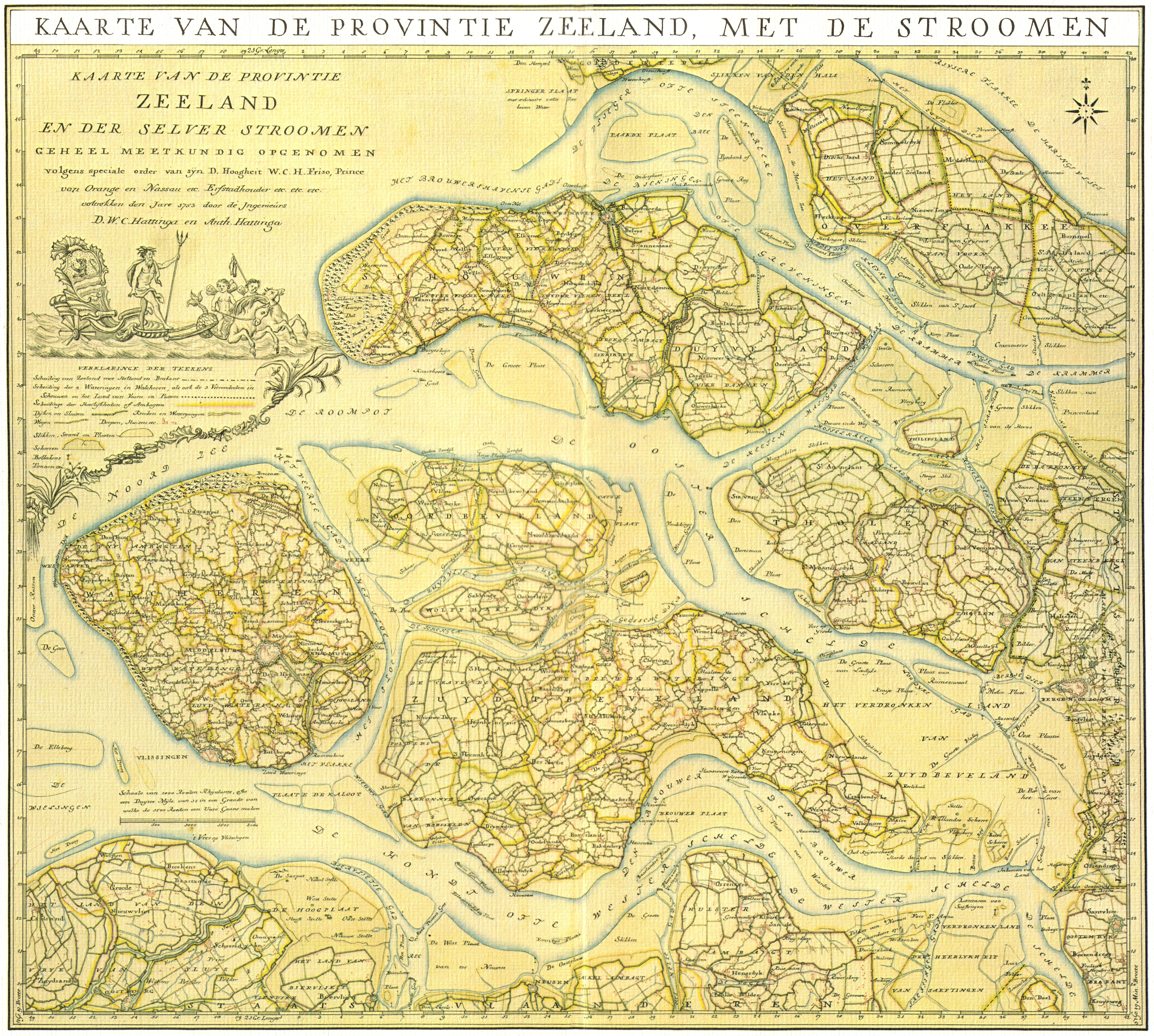
Zeeland 1753
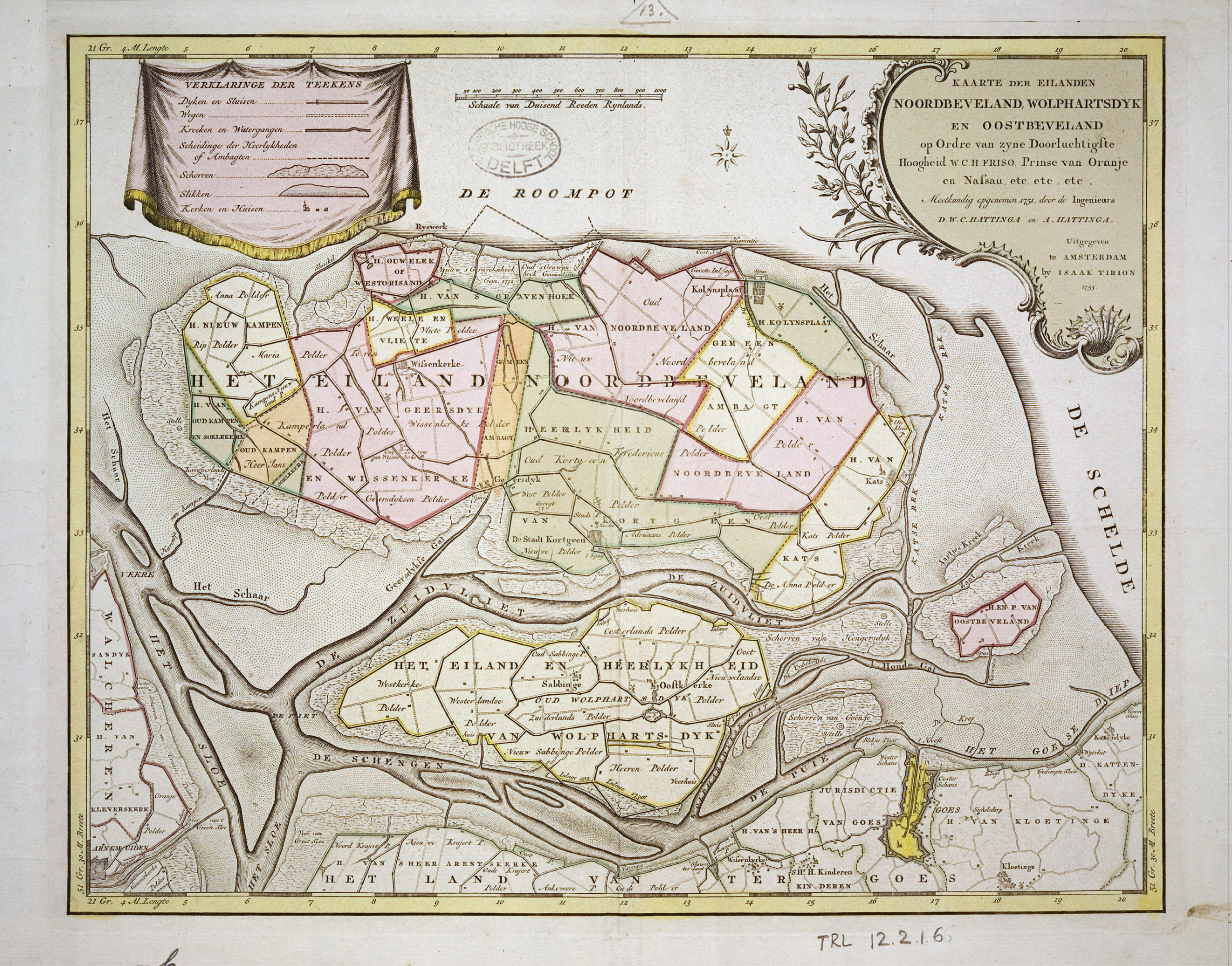
Noord Beveland 1753 uitgave Tirion
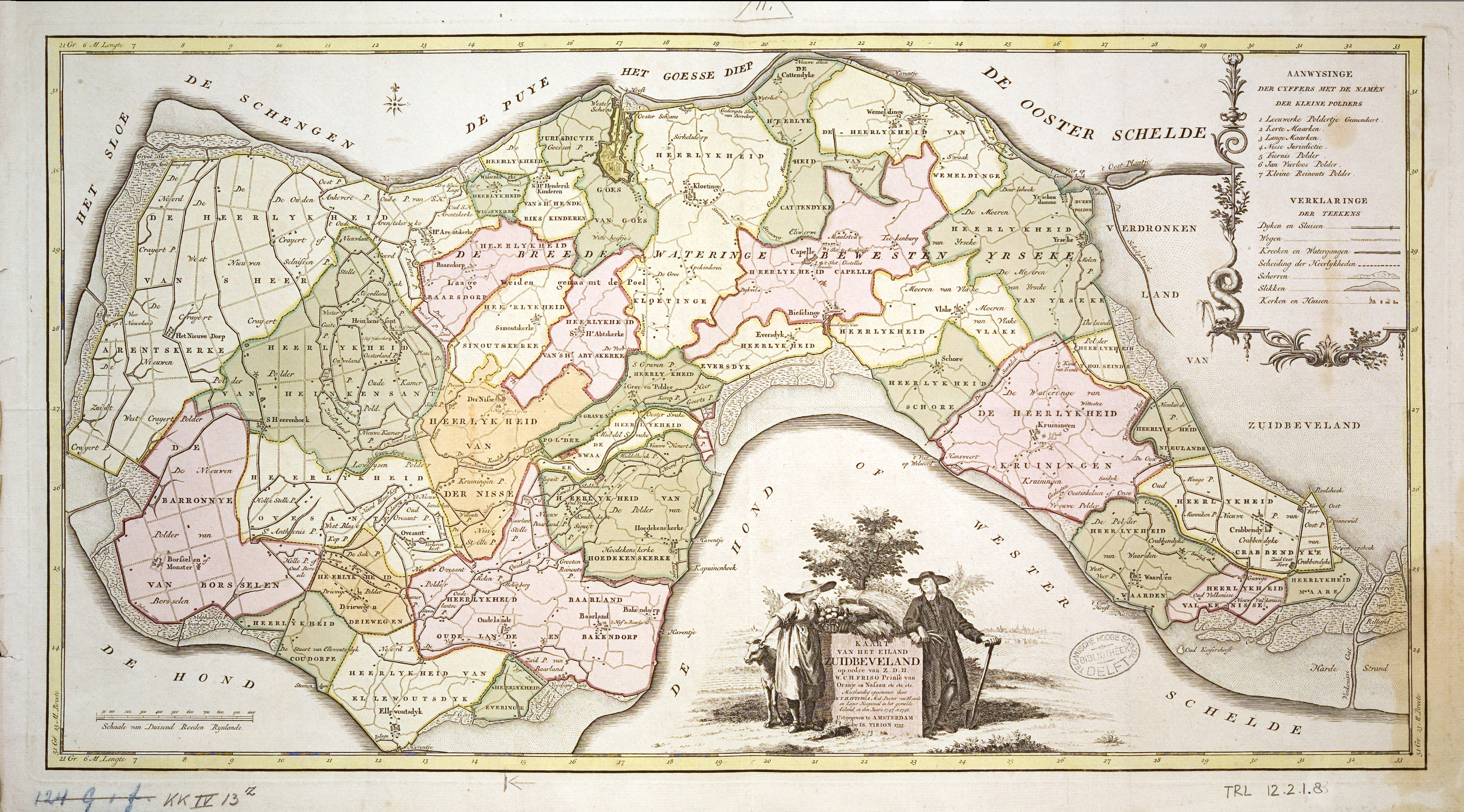
Zuid Beveland 1753 uitgave Tirion
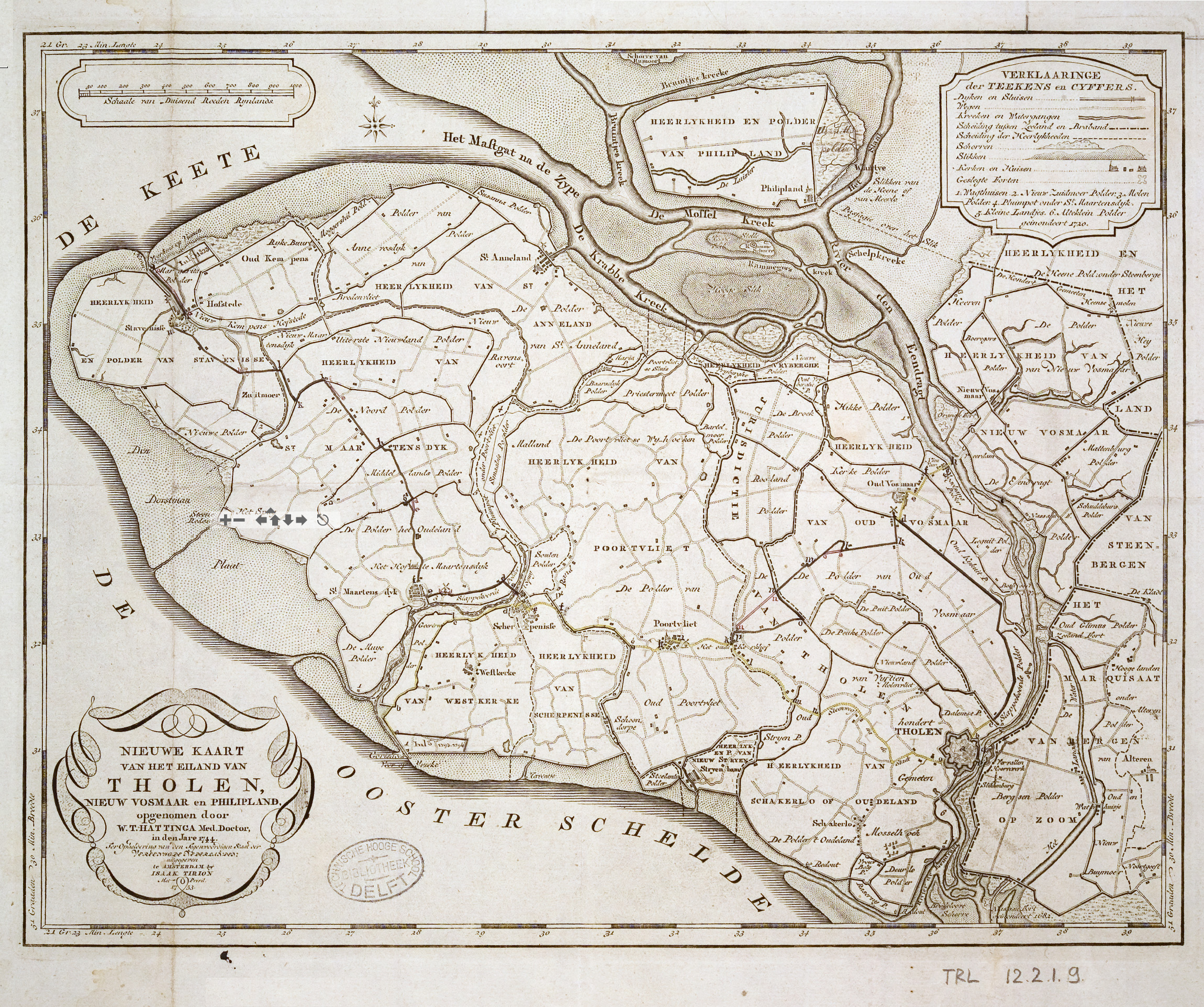
Tholen 1753 uitgave Tirion
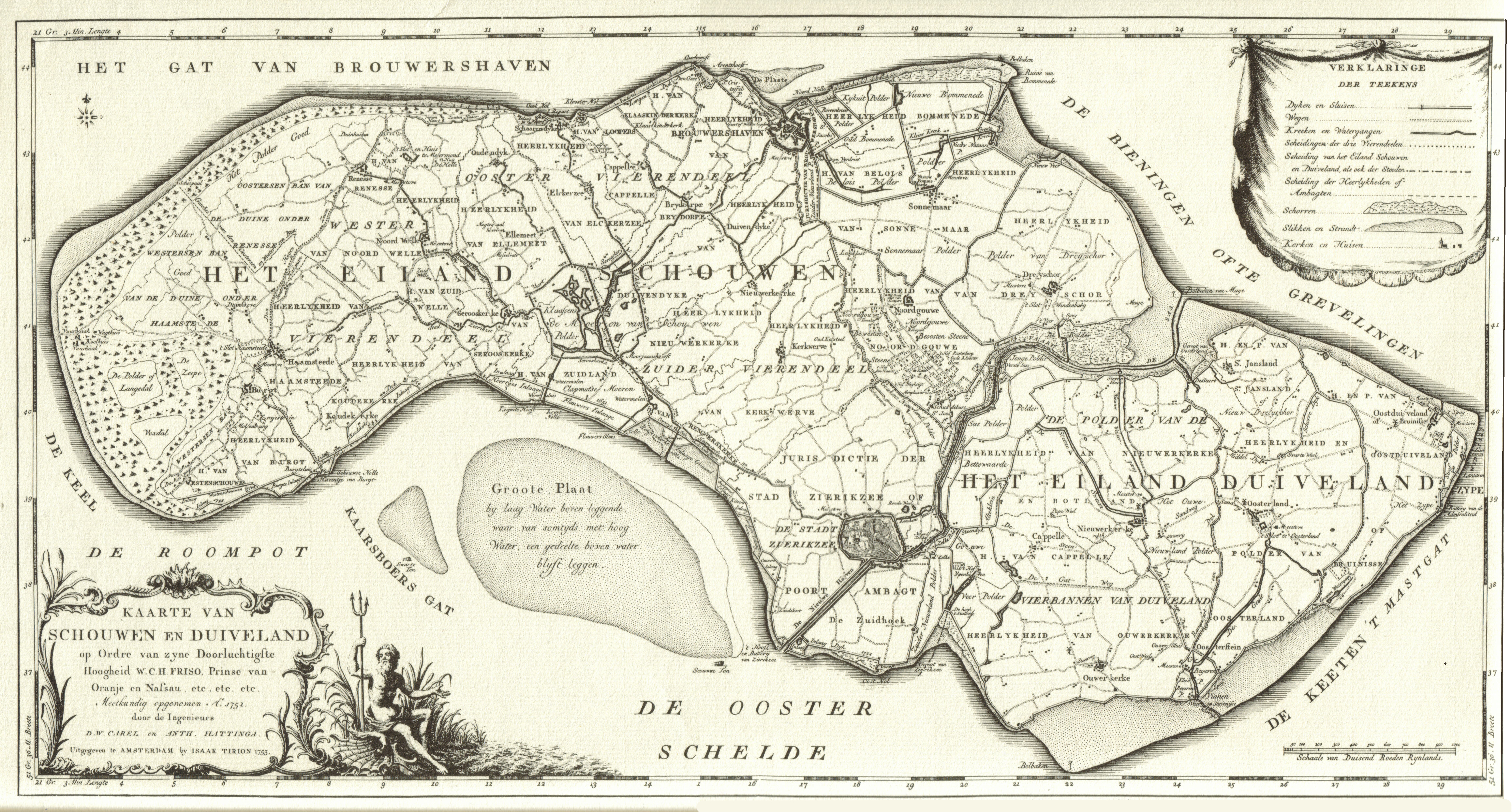
Schouwen Duiveland 1753 uitgave Tirion
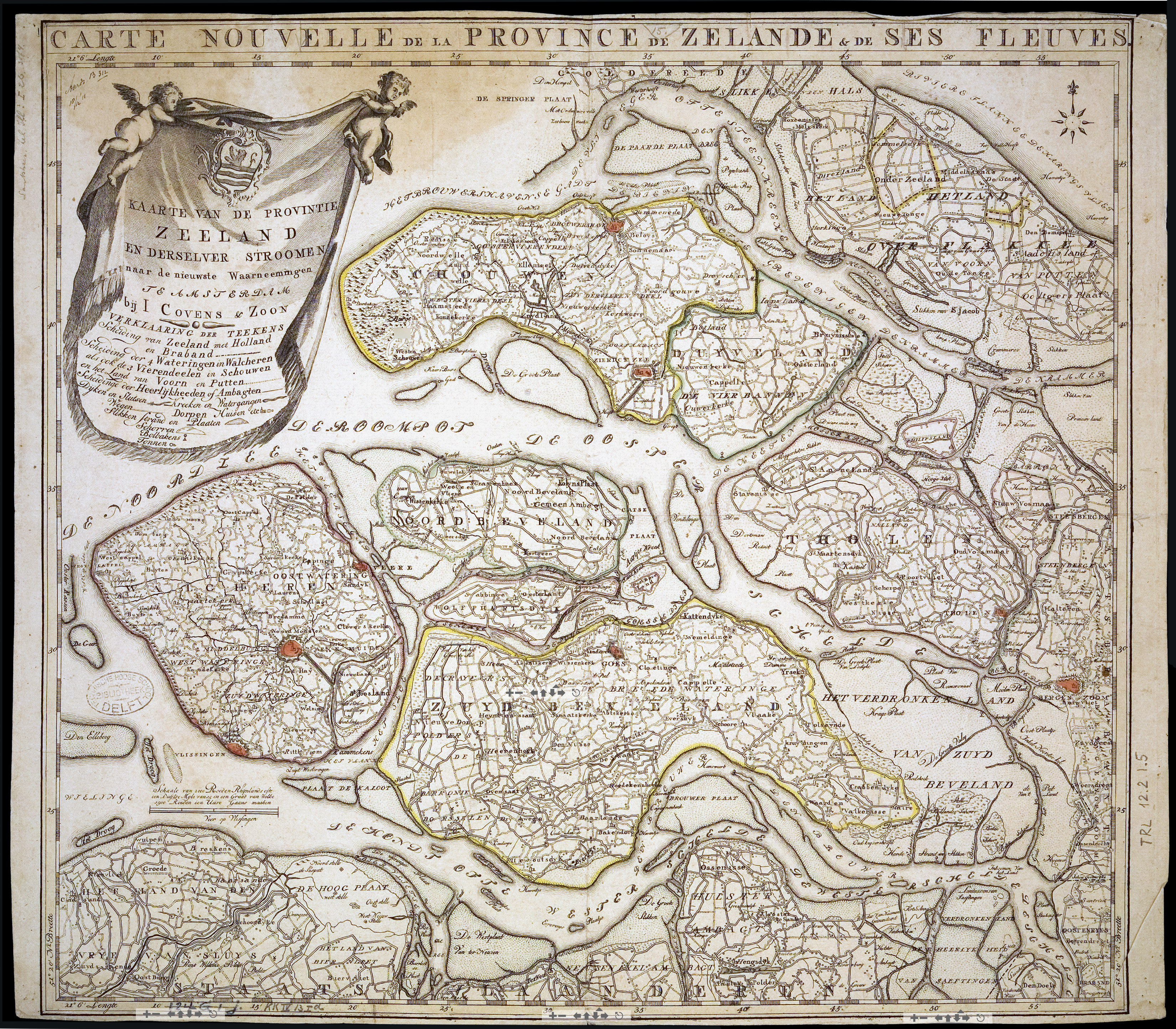
Zeeland 1787 uitgave Covens & Zoon